# ويلي بولي
ويلي بولي (3 فبراير 1991 بمولن في فرنسا - ) (بالفرنسية: Willy Boly)‏ هو لاعب كرة قدم فرنسي في مركز الدفاع. شارك مع منتخب فرنسا تحت 16 سنة لكرة القدم ومنتخب فرنسا تحت 17 سنة لكرة القدم ومنتخب فرنسا تحت 19 سنة لكرة القدم ومنتخب فرنسا تحت 20 سنة لكرة القدم. أما مع النوادي، فقد لعب مع سبورتينغ براغا و‌نادي أوكسير و‌سبورتينغ براغا وحاليًا يلعب مع نادي وولفرهامبتون واندررز الإنجليزي.

## وصلات خارجية
- ويلي بولي على موقع الاتحاد الأوربي (الإنجليزية)
- ويلي بولي على موقع رابطة كرة القدم الفرنسية للمحترفين (الإنجليزية)
- ويلي بولي على موقع قاعدة بيانات كرة القدم.إي يو (الإنجليزية)
- ويلي بولي على موقع ليكيب (الفرنسية)
- ويلي بولي على موقع ناشيونال فوتبول تيمز (الإنجليزية)
- ويلي بولي على موقع Soccerbase.com (لاعب) (الإنجليزية)
- ويلي بولي على موقع Soccerway.com (الإنجليزية)
- ويلي بولي على موقع عالم كرة القدم.نت (الإنجليزية)
- ويلي بولي على موقع AS.com (الإسبانية)